# Хасеки
Хасеки (Майка на принц) е титла, давана на наложница на Османския султан, родила принц. Хасекито заема второто по важност място в харема след Валиде султан (Майка на султан). Хасеки султанките обикновено са имали стаи, които са били в близост до покоите на падишаха. Хасеки обаче не е законна съпруга на султана и мястото ѝ в двореца не е гарантирано (например Махидевран губи позицията си на любима жена и е заместена от Хюррем Султан). Ако синът на хасеки султанката умре, тя най-често е изпращана в Стария дворец. Титлата е използана за пръв път през 16 век за Хюррем Султан, която е била както законната съпруга на Сюлейман I, така и втората най-влиятелна жена в двореца.
След Хюррем Султан, най-известните хасекини са били жените на Селим II, Мурад III, Ахмед I, Ибрахим I, Мехмед IV и Мустафа II, съответно Нурбану Султан, Сафийе Султан, Махпейкер Кьосем Султан, Турхан Хатидже Султан и Гюлнуш Султан, първите три от които са били част от т.нар. „Султанат на жените“.